# Чемпионат России по лёгкой атлетике 2019
Чемпионат России по лёгкой атлетике 2019 года прошёл 24—27 июля в Чебоксарах на Центральном стадионе «Олимпийский». Столица Чувашии принимала главный старт национального сезона в седьмой раз. В соревнованиях участвовал 731 спортсмен из 72 регионов страны. На протяжении четырёх дней были разыграны 40 комплектов медалей.
Чемпионат страны по лёгкой атлетике в Чебоксарах стал 100-м в истории. При подсчёте учитывались 9 первенств, проведённых во времена Российской империи (1908—1916), 64 чемпионата СССР (1920—1991) и 26 чемпионатов России (1993—2018).
На протяжении 2019 года в различных городах были проведены чемпионаты России в отдельных дисциплинах лёгкой атлетики:
- 30 марта — чемпионат России по горному бегу (вверх) (Железноводск)
- 26 апреля — чемпионат России по кроссу (весна) (Суздаль)
- 5 мая — чемпионат России по марафону (Казань)
- 10—11 мая — чемпионат России по бегу на 24 часа (Москва)
- 18 мая — чемпионат России по горному бегу (вверх-вниз) (Токсово)
- 14—16 июня — чемпионат России по многоборьям (Смоленск)
- 15—16 июня — чемпионат России по спортивной ходьбе (Чебоксары)
- 6 июля — чемпионат России по трейлу (Карпинск)
- 8—9 сентября — чемпионат России по эстафетному бегу (Адлер)
- 15 сентября — чемпионат России по полумарафону (Ярославль)
- 15 сентября — чемпионат России по бегу на 100 км (Брянск)
- 12—13 октября — чемпионат России по кроссу (осень) (Оренбург)
- 30 октября — чемпионат России по горному бегу (длинная дистанция) (Красная Поляна)

## Призёры

### Мужчины
| Дисциплина                          | Золото                                                                                    | Золото            | Серебро                                                                              | Серебро           | Бронза                                                                                       | Бронза            |
| ----------------------------------- | ----------------------------------------------------------------------------------------- | ----------------- | ------------------------------------------------------------------------------------ | ----------------- | -------------------------------------------------------------------------------------------- | ----------------- |
| 100 м (ветер: −0,3 м/с)             | Рушан Абдулкадеров Москва                                                                 | 10,44             | Алексей Лаптев Свердловская область                                                  | 10,54             | Алексей Усов Москва                                                                          | 10,56             |
| 200 м (ветер: +1,2 м/с)             | Андрей Лукин Карелия                                                                      | 20,57             | Ильфат Садеев Ульяновская область                                                    | 20,83             | Антон Новиков Москва                                                                         | 20,88             |
| 400 м                               | Александр Буяновский Самарская область                                                    | 45,98             | Артём Арасланов Москва Кировская область                                             | 46,39             | Михаил Филатов Санкт-Петербург                                                               | 46,44             |
| 800 м                               | Константин Холмогоров Москва Пермский край                                                | 1.46,51           | Константин Толоконников Московская область Ростовская область                        | 1.48,42           | Николай Вербицкий Московская область Бурятия                                                 | 1.48,67           |
| 1500 м                              | Валентин Смирнов Санкт-Петербург Челябинская область                                      | 3.41,80           | Константин Плохотников Краснодарский край                                            | 3.41,86           | Максим Александров Санкт-Петербург Новосибирская область                                     | 3.42,95           |
| 5000 м                              | Владимир Никитин Москва Пермский край                                                     | 13.22,72          | Евгений Рыбаков Кемеровская область                                                  | 13.25,12          | Анатолий Рыбаков Кемеровская область                                                         | 13.26,35          |
| 10 000 м                            | Евгений Рыбаков Кемеровская область                                                       | 28.18,90          | Анатолий Рыбаков Кемеровская область                                                 | 28.18,91          | Вячеслав Шаламов Краснодарский край                                                          | 29.04,58          |
| 3000 м с препятствиями              | Константин Плохотников Краснодарский край                                                 | 8.29,85           | Максим Якушев Свердловская область                                                   | 8.33,52           | Юрий Клопцов Москва Алтайский край                                                           | 8.34,32           |
| 110 м с барьерами (ветер: −1,0 м/с) | Константин Шабанов Москва Псковская область                                               | 13,67             | Артём Макаренко Москва Красноярский край                                             | 13,73             | Филипп Шабанов Москва Псковская область                                                      | 13,88             |
| 400 м с барьерами                   | Александр Скоробогатько Тюменская область                                                 | 49,83             | Денис Кудрявцев Тюменская область                                                    | 49,96             | Тимофей Чалый Красноярский край Московская область                                           | 50,25             |
| Прыжок в высоту                     | Михаил Акименко Москва Кабардино-Балкария                                                 | 2,33 м            | Даниил Цыплаков Краснодарский край Хабаровский край                                  | 2,28 м            | Никита Анищенков Москва Челябинская область                                                  | 2,24 м            |
| Прыжок в высоту                     | Михаил Акименко Москва Кабардино-Балкария                                                 | 2,33 м            | Даниил Цыплаков Краснодарский край Хабаровский край                                  | 2,28 м            | Илья Иванюк Брянская область Смоленская область                                              | 2,24 м            |
| Прыжок в высоту                     | Михаил Акименко Москва Кабардино-Балкария                                                 | 2,33 м            | Даниил Цыплаков Краснодарский край Хабаровский край                                  | 2,28 м            | Александр Асанов Москва                                                                      | 2,24 м            |
| Прыжок с шестом                     | Илья Мудров Московская область Ярославская область                                        | 5,65 м            | Георгий Горохов Москва Брянская область                                              | 5,55 м            | Дмитрий Желябин Москва Ставропольский край                                                   | 5,55 м            |
| Прыжок в длину                      | Артём Примак Краснодарский край Хабаровский край                                          | 8,01 м (+1,4 м/с) | Павел Шалин Москва Липецкая область                                                  | 7,88 м (+0,3 м/с) | Денис Богданов Волгоградская область Москва                                                  | 7,87 м (+0,2 м/с) |
| Тройной прыжок                      | Дмитрий Сорокин Краснодарский край                                                        | 17,31 м (0,0 м/с) | Александр Юрченко Московская область Самарская область                               | 16,77 м (0,0 м/с) | Алексей Фёдоров Московская область Смоленская область                                        | 16,68 м (0,0 м/с) |
| Толкание ядра                       | Александр Лесной Краснодарский край Нижегородская область                                 | 20,56 м           | Константин Лядусов Москва Ростовская область                                         | 20,02 м           | Максим Афонин Москва Московская область                                                      | 19,83 м           |
| Метание диска                       | Алексей Худяков Москва Нижегородская область                                              | 62,45 м           | Виктор Бутенко Москва                                                                | 61,42 м           | Глеб Сидорченко Москва Ставропольский край                                                   | 60,57 м           |
| Метание молота                      | Евгений Коротовский Москва Смоленская область                                             | 77,17 м           | Алексей Сокирский Краснодарский край                                                 | 75,63 м           | Денис Лукьянов Московская область Ростовская область                                         | 75,35 м           |
| Метание копья                       | Дмитрий Тарабин Краснодарский край Московская область                                     | 80,49 м           | Николай Орлов Московская область                                                     | 77,62 м           | Борис Бездольный Краснодарский край                                                          | 72,82 м           |
| Эстафета 4×100 м                    | Краснодарский край · Дмитрий Хомутов · Дмитрий Лопин · Руслан Перестюк · Евгений Плохой   | 40,02             | Санкт-Петербург · Иван Шаров · Дмитрий Шкуропатов · Кирилл Чернухин · Артур Рейсбих  | 40,37             | Вологодская область · Максим Новослугин · Константин Петряшов · Данил Росляков · Марк Цыпкус | 40,39             |
| Эстафета 4×400 м                    | Санкт-Петербург · Максим Рафилович · Кирилл Лужинский · Андрей Кухаренко · Михаил Филатов | 3.07,26           | Московская область · Леонид Карасёв · Тимофей Чалый · Егор Филиппов · Ярослав Ткалич | 3.08,24           | Москва · Дмитрий Ефимов · Никита Евсеенков · Антон Новиков · Артём Арасланов                 | 3.08,61           |

### Женщины
| Дисциплина                          | Золото                                                                                      | Золото             | Серебро                                                                                                 | Серебро            | Бронза                                                                                            | Бронза             |
| ----------------------------------- | ------------------------------------------------------------------------------------------- | ------------------ | --- | ------------------ | ------------------------------------------------------------------------------------------------- | ------------------ |
| 100 м (ветер: −0,5 м/с)             | Кристина Сивкова Москва                                                                     | 11,35              | Елена Черняева Санкт-Петербург Вологодская область                                                      | 11,52              | Наталья Погребняк Краснодарский край                                                              | 11,55              |
| 200 м (ветер: −0,1 м/с)             | Елена Черняева Санкт-Петербург Вологодская область                                          | 23,16              | Наталья Погребняк Краснодарский край                                                                    | 23,25              | Марина Максимова Нижегородская область Чувашия                                                    | 23,44              |
| 400 м                               | Антонина Кривошапка Москва Волгоградская область                                            | 51,25              | Ксения Аксёнова Свердловская область ЯНАО                                                               | 51,75              | Алёна Мамина Московская область Свердловская область                                              | 52,08              |
| 800 м                               | Александра Гуляева Москва Ивановская область                                                | 2.00,24            | Вера Васильева Чувашия                                                                                  | 2.02,45            | Екатерина Купина Курская область                                                                  | 2.02,73            |
| 1500 м                              | Александра Гуляева Москва Ивановская область                                                | 4.04,92            | Дина Александрова Курская область                                                                       | 4.07,25            | Екатерина Сторожева Московская область Санкт-Петербург                                            | 4.08,35            |
| 5000 м                              | Светлана Аплачкина Воронежская область                                                      | 15.22,14           | Елена Коробкина Москва Липецкая область                                                                 | 15.22,17           | Елена Седова Московская область Новосибирская область                                             | 15.43,27           |
| 10 000 м                            | Елена Коробкина Москва Липецкая область                                                     | 32.16,01           | Елена Седова Московская область Новосибирская область                                                   | 32.20,45           | Людмила Лебедева Москва Марий Эл                                                                  | 32.28,45           |
| 3000 м с препятствиями              | Анна Тропина Свердловская область                                                           | 9.31,86            | Наталья Колоскова Москва Приморский край                                                                | 9.38,18            | Анна Петрова Санкт-Петербург Вологодская область                                                  | 9.47,84            |
| 100 м с барьерами (ветер: −0,5 м/с) | Анастасия Николаева Московская область Самарская область                                    | 13,33              | Нина Морозова Краснодарский край Брянская область                                                       | 13,40              | Ирина Манакова Москва Санкт-Петербург                                                             | 13,43              |
| 400 м с барьерами                   | Вера Рудакова Москва Пермский край                                                          | 55,57              | Валерия Андреева Московская область Самарская область                                                   | 55,91              | Анастасия Кибакина Ульяновская область                                                            | 57,29              |
| Прыжок в высоту                     | Мария Ласицкене Московская область Кабардино-Балкария                                       | 2,00 м             | Анна Чичерова Москва Ростовская область                                                                 | 1,91 м             | Татьяна Одинёва Москва                                                                            | 1,91 м             |
| Прыжок в высоту                     | Мария Ласицкене Московская область Кабардино-Балкария                                       | 2,00 м             | Анна Чичерова Москва Ростовская область                                                                 | 1,91 м             | Александра Ярышкина Москва                                                                        | 1,91 м             |
| Прыжок с шестом                     | Анжелика Сидорова Москва Чувашия                                                            | 4,86 м             | Ангелина Краснова Москва Иркутская область                                                              | 4,61 м             | Ирина Иванова Омская область                                                                      | 4,56 м             |
| Прыжок в длину                      | Дарья Клишина Москва Тверская область                                                       | 6,82 м (0,0 м/с)   | Елена Соколова Москва Белгородская область                                                              | 6,70 м (0,0 м/с)   | Полина Лукьяненкова Краснодарский край                                                            | 6,61 м (0,0 м/с)   |
| Тройной прыжок                      | Дарья Нидбайкина Москва Брянская область                                                    | 14,50 м (+0,8 м/с) | Анна Крылова Татарстан                                                                                  | 13,89 м (+0,4 м/с) | Наталья Евдокимова Москва                                                                         | 13,81 м (+0,4 м/с) |
| Толкание ядра                       | Алёна Гордеева Москва Тверская область                                                      | 18,25 м            | Анна Авдеева Самарская область                                                                          | 18,05 м            | Евгения Соловьёва Московская область Челябинская область                                          | 17,70 м            |
| Метание диска                       | Екатерина Строкова Москва Нижегородская область                                             | 63,06 м            | Наталья Карпова Омская область Санкт-Петербург                                                          | 59,68 м            | Елена Панова Москва Владимирская область                                                          | 58,48 м            |
| Метание молота                      | Елизавета Царёва Московская область Ростовская область                                      | 71,94 м            | Софья Палкина Московская область Самарская область                                                      | 69,33 м            | Алёна Лысенко Москва Владимирская область                                                         | 65,09 м            |
| Метание копья                       | Мария Рыбникова Воронежская область                                                         | 58,30 м            | Вера Ребрик Москва                                                                                      | 56,02 м            | Мария Курбатова Ростовская область                                                                | 50,93 м            |
| Эстафета 4×100 м                    | Санкт-Петербург · Вера Алымова · Елена Черняева · Екатерина Блёскина · Анастасия Григорьева | 44,62              | Новосибирская область · Вероника Печёнкина · Екатерина Тропина · Анастасия Брагина · Тамара Сластникова | 45,64              | Пензенская область · Ангелина Стародубова · Кристина Хорошева · Валерия Муромская · Дарья Трялина | 45,76              |
| Эстафета 4×400 м                    | Московская область · Анастасия Беднова · Валерия Андреева · Юлия Спиридонова · Алёна Мамина | 3.30,54            | Москва · Екатерина Реньжина · Ирина Колесниченко · Елизавета Аникиенко · Надежда Котлярова              | 3.31,35            | Пермский край · Лилия Габдуллина · Вера Рудакова · Елизавета Матвеева · Елена Зуйкевич            | 3.37,16            |

## Чемпионат России по горному бегу (вверх)
XX чемпионат России по горному бегу (вверх) состоялся 30 марта 2019 года в Железноводске, Ставропольский край. Участники выявляли сильнейших на трассе, проложенной на склоне горы Бештау. На старт вышли 72 участника (46 мужчин и 26 женщин) из 25 регионов страны. Победу среди мужчин одержал Юрий Тамбасов — представитель спортивного ориентирования, до 2018 года выступавший в этом виде спорта за сборную Беларуси. На заключительном отрезке ему удалось опередить 21-летнего Геннадия Егорова, возглавлявшего забег большую часть дистанции. На финише их разделили 3 секунды — наименьшая разница в истории чемпионата. Бронзовую медаль завоевал победитель 2017 и 2018 годов Алексей Пагнуев, для чего ему пришлось опередить нескольких соперников на второй, более крутой, половине дистанции. Его отставание от Тамбасова тоже оказалось небольшим, 16 секунд.
Среди женщин чемпионкой России впервые в карьере стала Марина Титова. Четвёртый год подряд в призовую тройку попала Анастасия Рудная, выступающая, как и Тамбасов, в спортивном ориентировании и имеющая звание чемпионки мира в эстафете.

### Мужчины
| Дисциплина                        | Золото                            | Золото | Серебро                   | Серебро | Бронза                               | Бронза |
| --------------------------------- | --------------------------------- | ------ | ------------------------- | ------- | ------------------------------------ | ------ |
| 7 км перепад высот: +888 м −102 м | Юрий Тамбасов Воронежская область | 40.37  | Геннадий Егоров Татарстан | 40.40   | Алексей Пагнуев Свердловская область | 40.53  |

### Женщины
| Дисциплина                        | Золото                          | Золото | Серебро                            | Серебро | Бронза                           | Бронза |
| --------------------------------- | ------------------------------- | ------ | ---------------------------------- | ------- | -------------------------------- | ------ |
| 7 км перепад высот: +888 м −102 м | Марина Титова Самарская область | 51.06  | Анастасия Козина Самарская область | 51.21   | Анастасия Рудная Санкт-Петербург | 51.34  |

## Чемпионат России по кроссу (весна)
Весенний чемпионат России по кроссу 2019 года состоялся 26 апреля в городе Суздаль, Владимирская область. В четырёх взрослых забегах приняли участие 97 бегунов (53 мужчины и 44 женщины) из 35 регионов России. Впервые с 2004 года весеннее кроссовое первенство прошло не в подмосковном Жуковском. Суздаль стал только пятым городом, принявшим чемпионат страны в беге по пересечённой местности (11 раз турнир проходил в Кисловодске, 14 — в Жуковском, 18 — в Оренбурге и однажды — в Ессентуках).
Трасса длиной 1 км была проложена в поле и изобиловала многочисленными поворотами. Во всех забегах победители смогли создать себе отрыв по ходу дистанции и финишировать с комфортным преимуществом. Николай Горин впервые в карьере стал чемпионом России, в то время как Михаил Стрелков завоевал третий национальный титул, а также седьмую медаль кроссовых первенств.

### Мужчины
| Дисциплина | Золото                                   | Золото | Серебро                           | Серебро | Бронза                         | Бронза |
| ---------- | ---------------------------------------- | ------ | --------------------------------- | ------- | ------------------------------ | ------ |
| Кросс 4 км | Николай Горин Москва Мордовия            | 11.39  | Алексей Попов Воронежская область | 11.43   | Вильдан Гадельшин Башкортостан | 11.50  |
| Кросс 8 км | Михаил Стрелков Москва Орловская область | 24.09  | Сергей Попов Воронежская область  | 24.17   | Денис Чертыков Хакасия         | 24.18  |

### Женщины
| Дисциплина | Золото                                                 | Золото | Серебро                         | Серебро | Бронза                                                | Бронза |
| ---------- | ------------------------------------------------------ | ------ | ------------------------------- | ------- | ----------------------------------------------------- | ------ |
| Кросс 2 км | Екатерина Сторожева Московская область Санкт-Петербург | 6.20   | Анна Купаева Мурманская область | 6.23    | Наталья Аристархова Красноярский край                 | 6.25   |
| Кросс 5 км | Ксения Махнёва Чувашия                                 | 16.44  | Наталья Леонтьева Москва        | 16.49   | Елена Седова Московская область Новосибирская область | 17.01  |

## Чемпионат России по марафону
Чемпионат России по марафону 2019 года состоялся 5 мая в Казани в рамках Казанского марафона. Трасса длиной 42 км 195 м была проложена по дорогам города рядом с основными достопримечательностями. Единственный серьёзный подъём ожидал участников на первой половине дистанции в районе Моста Миллениум, рельеф на второй половине был преимущественно плоским.
Одним из главных событий марафона стало противостояние Степана Киселёва и Искандера Ядгарова, начатое этими бегунами в социальных сетях задолго до старта. Организаторами марафона оно продвигалось как дуэль «профессионала и любителя». Ядгаров, имеющий основную работу в качестве программиста компании «Яндекс», в 2017 году заявил, что готов за 2 года опередить всех профессиональных российских марафонцев, взяв за образец действующего на тот момент чемпиона страны Степана Киселёва. Его оппонент принял вызов; таким образом, Казанский марафон 2019 года должен был стать кульминацией их заочного противостояния в Сети.
Соревнования прошли при тёплой и солнечной погоде (около +20 градусов на финише). На старт вышел 81 марафонец (49 мужчин и 32 женщины) из 34 регионов России. Действующий чемпион России Алексей Реунков не защищал свой титул, так как не восстановился после прошлогодней операции на травмированном ахилловом сухожилии.
Борьба на дистанции у мужчин и женщин развивалась схожим образом. Долгое время во главе забегов находились небольшие группы из 3-4 человек, в которых на заключительной части дистанции определялся единоличный лидер. Среди мужчин им оказался Степан Киселёв, оторвавшийся от преследователей на 30-м километре. Среди женщин никто не смог поддержать темп действующей чемпионки Сарданы Трофимовой, вышедшей вперёд на 32-м километре. До финишной линии они увеличили своё преимущество над соперниками и победили с результатами 2:12.56 и 2:31.31 соответственно. Сардана Трофимова в третий раз стала чемпионкой страны в марафоне и повторила рекорд Фираи Султановой-Ждановой (победительницы 1992, 1993 и 2001 годов) по количеству национальных титулов.
Юрий Чечун стал бронзовым призёром чемпионата (2:15.29), несмотря на то, что незадолго до чемпионата перенёс простуду, а окончательное решение об участии принял за два дня до старта. Искандер Ядгаров финишировал на четвёртом месте с отставанием от победителя в 3 минуты 36 секунд, от бронзового призёра — 1 минуту 3 секунды. Алина Прокопьева четвёртый год подряд поднялась на пьедестал чемпионата России: после трёх серебряных медалей в 2016—2018 годах она выиграла бронзу в Казани.
- Андрей Лейман
- Юрий Чечун
- Сардана Трофимова

- На Викискладе есть медиафайлы по теме Казанский марафон — 2019

### Мужчины
| Дисциплина | Золото                   | Золото  | Серебро                          | Серебро | Бронза                       | Бронза  |
| ---------- | ------------------------ | ------- | -------------------------------- | ------- | ---------------------------- | ------- |
| Марафон    | Степан Киселёв Татарстан | 2:12.56 | Андрей Лейман Краснодарский край | 2:14.11 | Юрий Чечун Самарская область | 2:15.29 |

### Женщины
| Дисциплина | Золото                        | Золото  | Серебро                        | Серебро | Бронза                                      | Бронза  |
| ---------- | ----------------------------- | ------- | ------------------------------ | ------- | ------------------------------------------- | ------- |
| Марафон    | Сардана Трофимова Саха-Якутия | 2:31.31 | Ирина Сергеева Курская область | 2:31.58 | Алина Прокопьева Московская область Чувашия | 2:34.11 |

## Чемпионат России по бегу на 24 часа
Чемпионат России по бегу на 24 часа прошёл 10—11 мая 2019 года на стадионе «Искра» в Москве в рамках XXVIII сверхмарафона «Сутки бегом». На старт вышли 53 легкоатлета из 28 регионов России (37 мужчин и 16 женщин). Впервые в истории чемпионатов России все три призёра среди женщин показали результаты выше 230 км, а норматив мастера спорта международного класса (225 км) выполнили сразу четыре участницы. Победителями национального первенства (впервые в карьере) стали дебютанты суточного бега Валерий Должиков (257 061 м) и Татьяна Фомина (233 380 м — шестое место в списке сильнейших женщин в истории России). Оба чемпиона перед стартом официально имели 1-й спортивный разряд, а на финише превысили норматив мастера спорта международного класса. Тимур Пономарёв в четвёртый раз стал призёром чемпионата страны в беге на 24 часа (в 2010-м году завоевал серебро, в 2012-м — бронзу, в 2014-м — серебро).

### Мужчины
| Дисциплина   | Золото                              | Золото    | Серебро                             | Серебро   | Бронза                              | Бронза    |
| ------------ | ----------------------------------- | --------- | ----------------------------------- | --------- | ----------------------------------- | --------- |
| Суточный бег | Валерий Должиков Ростовская область | 257 061 м | Тимур Пономарёв Воронежская область | 250 421 м | Артём Стоноженко Московская область | 247 433 м |

### Женщины
| Дисциплина   | Золото                            | Золото    | Серебро                             | Серебро   | Бронза                                  | Бронза    |
| ------------ | --------------------------------- | --------- | ----------------------------------- | --------- | --------------------------------------- | --------- |
| Суточный бег | Татьяна Фомина Московская область | 233 380 м | Ольга Весёлкина Кемеровская область | 231 740 м | Валентина Михайлова Вологодская область | 231 159 м |

## Чемпионат России по горному бегу (вверх-вниз)
XXI чемпионат России по горному бегу (вверх-вниз) состоялся 18 мая 2019 года в посёлке Токсово, Ленинградская область. Соревнования прошли на спортивной базе местного Военного института физической культуры, где был проложен круг длиной 1,7 км с перепадом высот 200 метров. На старт вышли 59 участников (34 мужчины и 25 женщин) из 14 регионов России. Руслан Хорошилов одержал победу среди мужчин и стал первым бегуном в истории страны, кто выигрывал национальный чемпионат в горном беге на всех трёх типах трасс: «вверх» (2015), длинная дистанция (2017) и «вверх-вниз» (2019).

### Мужчины
| Дисциплина                           | Золото                                | Золото | Серебро                               | Серебро | Бронза                            | Бронза  |
| ------------------------------------ | ------------------------------------- | ------ | ------------------------------------- | ------- | --------------------------------- | ------- |
| 12 км перепад высот: +1400 м −1400 м | Руслан Хорошилов Белгородская область | 59.37  | Андрей Алахвердов Ставропольский край | 1:01.19 | Виктор Самойлов Самарская область | 1:02.17 |

### Женщины
| Дисциплина                          | Золото                              | Золото | Серебро                              | Серебро | Бронза                         | Бронза |
| ----------------------------------- | ----------------------------------- | ------ | ------------------------------------ | ------- | ------------------------------ | ------ |
| 6,9 км перепад высот: +800 м −800 м | Надежда Леонтьева Самарская область | 42.10  | Светлана Тимофеева Самарская область | 42.33   | Дарья Панченко Санкт-Петербург | 42.45  |

## Чемпионат России по многоборьям
Чемпионы России в многоборьях (мужское десятиборье и женское семиборье) были определены 14—16 июня 2019 года в Смоленске. В соревнованиях приняли участие 39 легкоатлетов (28 мужчин и 11 женщин) из 18 регионов страны. Чемпионат прошёл на стадионе Смоленской академии физической культуры. В турнире десятиборцев не принимали участие два сильнейших легкоатлета страны, действующий победитель Артём Макаренко и призёр чемпионатов Европы Илья Шкуренёв. В их отсутствие Артём Лукьяненко впервые в карьере выиграл летний чемпионат России, прервав серию из трёх подряд серебряных медалей (2016—2018). Сильнейшей среди женщин стала Мария Павлова, для которой эта победа также стала первой на национальном первенстве в семиборье (после трёх призовых мест в предыдущие годы).

### Мужчины
| Дисциплина  | Золото                                     | Золото    | Серебро                               | Серебро   | Бронза                                   | Бронза     |
| ----------- | ------------------------------------------ | --------- | ------------------------------------- | --------- | ---------------------------------------- | ---------- |
| Десятиборье | Артём Лукьяненко Москва Ростовская область | 8064 очка | Сергей Тимшин Москва Липецкая область | 7961 очко | Евгений Лиханов Москва Красноярский край | 7895 очков |

### Женщины
| Дисциплина | Золото                  | Золото     | Серебро                                    | Серебро    | Бронза                                                | Бронза     |
| ---------- | ----------------------- | ---------- | ------------------------------------------ | ---------- | ----------------------------------------------------- | ---------- |
| Семиборье  | Мария Павлова Татарстан | 6114 очков | Виктория Васейкина Москва Брянская область | 6010 очков | Александра Бутвина Ростовская область Санкт-Петербург | 5910 очков |

## Чемпионат России по спортивной ходьбе
Чемпионат России по спортивной ходьбе 2019 года прошёл 15—16 июня в Чебоксарах. Трасса была проложена по набережной Чебоксарского залива. В соревнованиях приняли участие 65 легкоатлетов (39 мужчин и 26 женщин) из 13 регионов страны. Главное событие турнира произошло в женском заходе на 50 км, где Клавдия Афанасьева защитила чемпионский титул и побила свой же рекорд России — 3:57.08. С этим результатом она также превысила время мирового рекорда (3:59.15, Лю Хун, Китай), но это достижение не имело шансов на официальную регистрацию: с 2015 года Всероссийская федерация лёгкой атлетики дисквалифицирована в связи с допинговым скандалом, из-за чего на национальных соревнованиях по ходьбе отсутствуют иностранные судьи, необходимые для признания рекорда.
Сергей Широбоков и Елена Лашманова защитили чемпионские титулы на дистанциях 20 км. При этом для 20-летнего Широбокова эта победа стала уже третьей в карьере. Сергей Шарыпов долгое время шёл вторым в заходе на 50 км, но после того, как лидировавшего Дементия Чепарёва дисквалифицировали за нарушение техники ходьбы, уверенно сохранил за собой первенство.
Трое из четырёх чемпионов России по ходьбе (Широбоков, Шарыпов, Афанасьева) в феврале 2019 года получили предупреждения от РУСАДА за запрещённое сотрудничество с тренером Виктором Чёгиным, пожизненно дисквалифицированным в 2016 году за многочисленные допинговые нарушения его спортсменов. Ещё одна чемпионка, Елена Лашманова, долгое время тренировалась под руководством Чёгина, а с 2014 по 2016 годы была отстранена от соревнований в связи с положительной допинг-пробой на запрещённое вещество GW501516.

### Мужчины
| Дисциплина      | Золото                             | Золото  | Серебро                        | Серебро | Бронза                    | Бронза  |
| --------------- | ---------------------------------- | ------- | ------------------------------ | ------- | ------------------------- | ------- |
| Ходьба на 20 км | Сергей Широбоков Мордовия Удмуртия | 1:19.27 | Роман Евстифеев Мордовия       | 1:21.19 | Алексей Кудашкин Мордовия | 1:21.31 |
| Ходьба на 50 км | Сергей Шарыпов Мордовия Удмуртия   | 3:43.36 | Николай Сергеев Москва Чувашия | 3:49.31 | Алексей Терентьев Москва  | 3:58.13 |

### Женщины
| Дисциплина      | Золото                              | Золото  | Серебро                                           | Серебро | Бронза                                     | Бронза  |
| --------------- | ----------------------------------- | ------- | ------------------------------------------------- | ------- | ------------------------------------------ | ------- |
| Ходьба на 20 км | Елена Лашманова Мордовия            | 1:27.19 | Эльвира Хасанова Мордовия                         | 1:28.15 | Надежда Сергеева Московская область        | 1:30.54 |
| Ходьба на 50 км | Клавдия Афанасьева Мордовия Чувашия | 3:57.08 | Маргарита Никифорова Мордовия Кемеровская область | 4:05.58 | Надежда Мокеева Московская область Чувашия | 4:22.23 |

## Чемпионат России по трейлу
Первый в истории чемпионат России по трейлу состоялся 6 июля 2019 года в Карпинске Свердловской области в рамках XXIV горного марафона «Конжак». В 2015 году ИААФ официально признала трейлраннинг дисциплиной лёгкой атлетики, спустя два года аналогичное решение на национальном уровне приняла комиссия Минспорта России, а с 2019 года были внесены изменения в календарь легкоатлетических соревнований.
Участники преодолевали трассу длиной 38,5 км, проложенную по склонам горы Конжаковский Камень. Для участия в чемпионате России заявились 28 бегунов (20 мужчин и 8 женщин) из 11 регионов страны. Основная масса спортсменов выступала вне зачёта чемпионата — всего на старт вышло около 1400 человек. Первыми победителями национального первенства стали Андрей Сафронов и Зульфия Гайнанова из Башкортостана. При этом оба чемпиона не были сильнейшими на дистанции марафона «Конжак». Среди мужчин Сафронова на 10 минут опередил Евгений Марков (2:57.54), а среди женщин впереди Гайнановой финишировали Антонина Юшина (3:35.13 — повторение рекорда трассы) и член сборной России по лыжным гонкам Анна Медведева (3:58.58). Подняться на пьедестал чемпионата России им помешала только формальность — для этого их должны были заявить на старт региональные федерации лёгкой атлетики.

### Мужчины
| Дисциплина | Золото                       | Золото  | Серебро                              | Серебро | Бронза                          | Бронза  |
| ---------- | ---------------------------- | ------- | ------------------------------------ | ------- | ------------------------------- | ------- |
| 38,5 км    | Андрей Сафронов Башкортостан | 3:07.54 | Алексей Пагнуев Свердловская область | 3:09.00 | Анатолий Печёнкин Пермский край | 3:30.08 |

### Женщины
| Дисциплина | Золото                         | Золото  | Серебро                               | Серебро | Бронза                             | Бронза  |
| ---------- | ------------------------------ | ------- | ------------------------------------- | ------- | ---------------------------------- | ------- |
| 38,5 км    | Зульфия Гайнанова Башкортостан | 4:00.16 | Екатерина Рязанова Краснодарский край | 4:06.39 | Рамиля Шагиева Ульяновская область | 4:16.09 |

## Чемпионат России по эстафетному бегу
Чемпионат России в неолимпийских дисциплинах эстафетного бега прошёл 8—9 сентября 2019 года в Адлере на стадионе спортивного комплекса «Юность». Соревнования прошли через день после окончания командного чемпионата России по лёгкой атлетике.

### Мужчины
| Дисциплина                   | Золото                                                                                       | Золото  | Серебро                                                                                     | Серебро | Бронза                                                                                      | Бронза  |
| ---------------------------- | -------------------------------------------------------------------------------------------- | ------- | ------------------------------------------------------------------------------------------- | ------- | ------------------------------------------------------------------------------------------- | ------- |
| Эстафета 100+200+400+800 м   | Белгородская область · Иван Маматов · Всеволод Яковлев · Андрей Чернышов · Сергей Дубровский | 3.07,98 | Воронежская область · Иван Трубников · Владислав Доронин · Виктор Роженко · Ринат Шабаев    | 3.09,34 | Московская область · Денис Занкин · Егор Филиппов · Константин Зуев · Алексей Бутранов      | 3.10,15 |
| Эстафета 4×800 м             | Московская область · Егор Николаев · Константин Зуев · Егор Филиппов · Алексей Бутранов      | 7.26,37 | Ульяновская область · Сергей Ермолов · Леонид Морозов · Сергей Хватков · Ярослав Шмелёв     | 7.27,99 | Санкт-Петербург · Владислав Носков · Валерий Постников · Михаил Бекяшев · Иван Березин      | 7.28,02 |
| Эстафета 4×110 м с барьерами | Санкт-Петербург · Сергей Солодов · Андрей Губанов · Олег Спиридонов · Герман Ширягин         | 58,43   | Кемеровская область · Андрей Хайлов · Алексей Черкасов · Константин Махнёв · Андрей Фомичёв | 59,19   | Волгоградская область · Максим Лобков · Данил Недригайло · Евгений Саранцев · Илья Шкуренёв | 1.00,64 |

### Женщины
| Дисциплина                   | Золото                                                                                         | Золото  | Серебро                                                                                                  | Серебро | Бронза                                                                                           | Бронза  |
| ---------------------------- | ---------------------------------------------------------------------------------------------- | ------- | --- | ------- | ------------------------------------------------------------------------------------------------ | ------- |
| Эстафета 100+200+400+800 м   | Санкт-Петербург · Валерия Цаплина · Вера Алымова · Екатерина Тюрина · Ульяна Аввакуменкова     | 3.37,74 | Воронежская область · Алина Бозюкова · Ирина Баулина · Олеся Буреева · Светлана Аплачкина                | 3.38,15 | Курская область · Юлия Петрищева · Анастасия Рыбкина · Елена Котельникова · Дина Александрова    | 3.38,51 |
| Эстафета 4×800 м             | Санкт-Петербург · Надежда Мосеева · Екатерина Сторожева · Анжелика Шевченко · Анастасия Калина | 8.31,76 | Санкт-Петербург · Дарья Большакова · Полина Кондрашова · Олеся Кузминчук · Ульяна Аввакуменкова          | 8.36,10 | Московская область · Дарья Зимина · Александра Павлютенкова · Елизавета Цыганова · Полина Жукова | 8.39,24 |
| Эстафета 4×100 м с барьерами | Санкт-Петербург · Екатерина Блёскина · Дарья Шишкина · Валерия Громова · Ирина Манакова        | 56,25   | Новосибирская область · Александра Грошева · Виктория Первушина · Екатерина Тропина · Вероника Печёнкина | 56,64   | Воронежская область · Ирина Баулина · Алина Бозюкова · Анастасия Воробьёва · Валерия Рытикова    | 59,31   |

## Чемпионат России по полумарафону
Чемпионат России по полумарафону состоялся 15 сентября 2019 года в Ярославле в рамках VI Ярославского полумарафона «Золотое кольцо». Круговая трасса длиной 10,55 км была проложена по исторической части города. Старт и финиш забега находились в парке на Стрелке. На старт вышли 72 легкоатлета из 32 регионов страны (38 мужчин и 34 женщины).
Соревнования прошли в прохладную погоду (около +12 градусов). В женском забеге дуэт лидеров составили Елена Коробкина (бежавшая первый полумарафон в карьере) и Марина Ковалёва. На десятом километре Коробкина предприняла попытку отрыва, которая оказалась успешной. На второй половине дистанции ей удалось увеличить преимущество и победить с высоким результатом 1:10.27 (рекорд соревнований) — так быстро российские женщины не бегали полумарафон с 2009 года. Ковалёва финишировала на втором месте, а Елена Седова завоевала бронзовую медаль, опередив на 8 секунд Марию Осокину. Первые четыре участницы финишировали быстрее 1 часа 13 минут.
Мужской забег запомнился высокой плотностью результатов: на финише 1-е и 7-е места разделили 35 секунд. Артём Аплачкин стал вторым бегуном в истории чемпионатов страны по полумарафону, который смог защитить титул сильнейшего в стране. Забег в Ярославле стал для него этапом подготовки к Московскому марафону, состоявшемуся неделей позже (там он выступил менее удачно, заняв 10-е место с результатом 2:23.29). Аплачкин смог оторваться от преследователей на 8 секунд, а те, в свою очередь, разыграли оставшиеся призовые места. На серебро и бронзу претендовали пять человек, быстрейшим из которых в финишном створе оказался Олег Григорьев. Одну секунду ему проиграл Михаил Стрелков, занявший третье место.

### Мужчины
| Дисциплина  | Золото                               | Золото  | Серебро               | Серебро | Бронза                                   | Бронза  |
| ----------- | ------------------------------------ | ------- | --------------------- | ------- | ---------------------------------------- | ------- |
| Полумарафон | Артём Аплачкин Москва Алтайский край | 1:04.17 | Олег Григорьев Москва | 1:04.25 | Михаил Стрелков Москва Орловская область | 1:04.26 |

### Женщины
| Дисциплина  | Золото                                  | Золото  | Серебро                        | Серебро | Бронза                                                | Бронза  |
| ----------- | --------------------------------------- | ------- | ------------------------------ | ------- | ----------------------------------------------------- | ------- |
| Полумарафон | Елена Коробкина Москва Липецкая область | 1:10.27 | Марина Ковалёва Омская область | 1:11.15 | Елена Седова Московская область Новосибирская область | 1:12.37 |

## Чемпионат России по бегу на 100 км
Чемпионат России по бегу на 100 километров прошёл 15 сентября 2019 года в Брянске в рамках Фестиваля бега «Брянский лес». Соревнования состоялись в Центральном парке культуры и отдыха имени 1000-летия Брянска на круговой трассе длиной 1 км. Участники преодолевали 100 кругов при прохладной (+7 градусов во время старта, +15 градусов на финише) и ясной погоде; вторая половина дистанции сопровождалась сильным и порывистым ветром. На старт вышли 22 легкоатлета из 17 регионов страны (13 мужчин и 9 женщин).
Несмотря на небольшое количество участников, соревнования прошли в острой борьбе и принесли ряд высоких результатов. В мужском забеге лидерство со старта захватили два чемпиона России прежних лет: Николай Яналов (2015) и Василий Ларкин (2016, 2017). На 50-м км Яналов сошёл, не выдержав заданного темпа бега. Рекордсмен России Ларкин к 75-му километру имел почти 2 км преимущества над Игорем Веретенниковым, бежавшим на втором месте. Однако именно с этого момента лидер стал сбавлять скорость, в то время как его преследователь начал сокращать отставание. Веретенников свёл гандикап к нулю на 92-м километре и, не заметив сопротивления, побежал к своему первому титулу чемпиона России. Победное время 6:39.28 стало новым личным рекордом спортсмена, позволившим выполнить норматив мастера спорта международного класса (перед стартом имел звание кандидата в мастера спорта). Ларкин проиграл победителю на финише 6 минут и второй год подряд завоевал серебряную медаль. Третье место занял Геннадий Канаев, без провалов преодолевший всю дистанцию. Впервые с 2008 года все три призёра чемпионата России показали результаты быстрее 7 часов.
Женщины преодолели первую половину дистанции плотной группой, лишь после 60-го км вперёд пошли Ольга Уколова и Ольга Весёлкина. На 75-м километре в погоню за лидерами устремилась Надежда Шиханова. Её попытка в итоге оказалась неудачной, но принесла кировской спортсменке бронзовую медаль. В споре за золото лучшей оказалась Весёлкина (7:49.13), опередившая Уколову всего на 1 минуту 40 секунд. Новоиспечённая чемпионка в один год смогла оказаться на пьедестале двух национальных первенств в сверхмарафоне: в мае она была второй на чемпионате страны в беге на 24 часа. Четвёртое место в Брянске заняла 22-летняя Анна Карасюк, показавшая результат 7:56.37. Таким образом, впервые в истории чемпионатов России в беге на 100 км сразу четыре женщины завершили дистанцию быстрее 8 часов.

### Мужчины
| Дисциплина | Золото                             | Золото  | Серебро                           | Серебро | Бронза                   | Бронза  |
| ---------- | ---------------------------------- | ------- | --------------------------------- | ------- | ------------------------ | ------- |
| 100 км     | Игорь Веретенников Санкт-Петербург | 6:39.28 | Василий Ларкин Смоленская область | 6:45.49 | Геннадий Канаев Мордовия | 6:56.38 |

### Женщины
| Дисциплина | Золото                              | Золото  | Серебро                         | Серебро | Бронза                             | Бронза  |
| ---------- | ----------------------------------- | ------- | ------------------------------- | ------- | ---------------------------------- | ------- |
| 100 км     | Ольга Весёлкина Кемеровская область | 7:49.13 | Ольга Уколова Самарская область | 7:50.53 | Надежда Шиханова Кировская область | 7:53.09 |

## Чемпионат России по кроссу (осень)
Осенний чемпионат России по кроссу прошёл в Оренбурге 12—13 октября 2019 года. В двух взрослых забегах приняли участие 59 бегунов из 24 регионов России (38 мужчин и 21 женщина). Людмила Лебедева в рекордный шестой раз стала чемпионкой России по кроссу. Помимо неё, начиная с 1993 года, никто из женщин не выигрывал в этой дисциплине более четырёх титулов. По общему числу призовых мест на кроссовых чемпионатах (10) Лебедева упрочила своё лидерство среди всех российских легкоатлетов.

### Мужчины
| Дисциплина  | Золото                   | Золото | Серебро                                     | Серебро | Бронза                                                   | Бронза |
| ----------- | ------------------------ | ------ | ------------------------------------------- | ------- | -------------------------------------------------------- | ------ |
| Кросс 10 км | Ринас Ахмадеев Татарстан | 31.21  | Андрей Минжулин Москва Свердловская область | 31.37   | Алексей Викулов Новосибирская область Забайкальский край | 31.42  |

### Женщины
| Дисциплина | Золото                           | Золото | Серебро                                   | Серебро | Бронза                             | Бронза |
| ---------- | -------------------------------- | ------ | ----------------------------------------- | ------- | ---------------------------------- | ------ |
| Кросс 6 км | Людмила Лебедева Москва Марий Эл | 21.23  | Анна Белокобыльская Новосибирская область | 21.25   | Анжелика Мошкина Самарская область | 21.55  |

## Чемпионат России по горному бегу (длинная дистанция)
XIII чемпионат России по длинному горному бегу состоялся 30 октября 2019 года в Красной Поляне, Краснодарский край. На старт вышли 25 участников (12 мужчин и 13 женщин) из 10 регионов России.

### Мужчины
| Дисциплина                           | Золото                       | Золото  | Серебро                    | Серебро | Бронза                          | Бронза  |
| ------------------------------------ | ---------------------------- | ------- | -------------------------- | ------- | ------------------------------- | ------- |
| 30 км перепад высот: +1311 м −1311 м | Максим Тимофеев Башкортостан | 2:04.50 | Андрей Петров Башкортостан | 2:05.44 | Олег Куркачёв Самарская область | 2:07.36 |

### Женщины
| Дисциплина                           | Золото                  | Золото  | Серебро                     | Серебро | Бронза                                   | Бронза  |
| ------------------------------------ | ----------------------- | ------- | --------------------------- | ------- | ---------------------------------------- | ------- |
| 30 км перепад высот: +1311 м −1311 м | Наталья Руденко Хакасия | 2:31.57 | Анастасия Урсегова Удмуртия | 2:35.52 | Александра Жаворонкова Самарская область | 2:36.13 |